# Jesper Jensen (författare)
Jesper Jensen, född 6 juni 1931 i Köpenhamn, död 15 november 2009, var en dansk psykolog och författare.
Jensen blev magister artium i psykologi vid Köpenhamns universitet 1957 och var verksam vid Danmarks Pædagogiske Institut 1958–1979. Utöver skrifter inom psykologi och pedagogik skrev han dikter, sånger och dramatik. Tillsammans med Leif Panduro och Klaus Rifbjerg skrev han den satiriska revyn Gris på gaflen till Studenterforeningens nyårsrevy 1962. Denna präglades av ett vänsterengagemang som kom att prägla även hans senare verk. Tillsammans med Rifbjerg skrev han Hva' skal vi lave och Diskret ophold för Fiolteatret 1963 resp. 1964. Han skrev även sången Øjet, som efter att ha framförts av sångerskan Trille på dansk TV 1970 ledde till åtal mot de ansvariga på Danmarks Radio för blasfemi. Han var även verksam som översättare.